# Почеки-Пучковські
Почеки-Пучковські — козацько-старшинський, згодом — дворянський рід, що походить від Максима Почеки (кінець 17 — поч. 18 ст.), намісника ніжинської протопопії (1716). Його мати була єдиною дочкою відомого церковного діяча Павла Савовича Пучковського (р. н. невід. — п. 1703), протоієрея ніжинського (1667 — імовірно, 1670; 1685), пирятинського (1673–76), ніжинського та ічнянського (1684, 1689, 1696 — імовірно, 1701), тому Максим разом із майном успадкував і прізвище діда. Син Максима — Яків Максимович П.-П. (бл. 1716 — бл. 1790) — ніжинський полковий осавул (1751–54) та писар (1754–67, 1767–72), онуки — відомі чернігівські громадські діячі Григорій Якович (бл. 1757—1816), ст. радник (1807), директор Чернігівських народних училищ (1790–97), ніжин. повітовий маршал дворянства (1797—1808) і Матвій Якович (бл. 1760 — до 1833), ст. радник (1804), попечитель ніжинського господарства богоугодних закладів (1807–26), ніжинський повітовий маршал (1791–97) та предводитель дворянства (1808–18), а правнук — Яків Матвійович (1815–79), дійсний статський радник (бл. 1866), попечитель ніжинських богоугодних закладів (1849–54), ніжинський повітовий предводитель дворянства (1854–66).
Рід внесений до 6-ї частини Родовідної книги Черніг. губ.
Існують й ін. роди Пучковських. Один із них походить від військового товариша Федора Пучковського (17 ст.). До цього роду належав Степан Федорович Пучковський (р. н. невід. — п. бл. 1716), стародубський полковий хорунжий (1709–10).
Другий рід Пучковських — більш пізнього походження, іде від Максима Івановича Пучковського (1810 — р. с. невід.), священика. Можливо, всі роди Пучковських єдиного походження.